# Lista tomów serii Nie drocz się ze mną, Nagatoro!
Ten artykuł zawiera listę tomów serii Nie drocz się ze mną, Nagatoro! autorstwa Nanashiiego, publikowanej w magazynie internetowym „Magazine Pocket” wydawnictwa Kōdansha od 7 listopada 2017 do 23 lipca 2024. Razem opublikowano 154 rozdziały, które później zostały skompilowane do 20 tankōbonów, które wydawane były od 9 marca 2018 do 7 sierpnia 2014.
W Polsce seria ukazuje się nakładem wydawnictwa Studio JG, a pierwszy tom został wydany 8 listopada 2021.
| Nr | Język japoński      | Język japoński         | Język polski     | Język polski           |
| Nr | Data wydania        | ISBN                   | Data wydania     | ISBN                   |
| --- | ------------------- | ---------------------- | ---------------- | ---------------------- |
| 1 | 9 marca 2018        | ISBN 978-4-06-511196-3 | 8 listopada 2021 | ISBN 978-83-8001-798-6 |
| Lista rozdziałów - 001. Jesteś nieco... A nawet bardzo... (jap. センパイって，ちょっと… Senpai tte chotto…) - 002. Lubię na ciebie patrzeć ♪ (jap. センパイ観察するの楽しーし♪ Senpai kansatsu suru no tanoshi ̄ shi ♪) - 003. Nie gniewasz się na mnie? (jap. センパイって怒らないんですか？ Senpai tte okoranai ndesu ka?) - 004. Spełniło się twoje marzenie! (jap. センパイの願望が叶いましたね！！ Senpai no ganbō ga kanaimashita ne!!) - 005. Marsz umyć zęby! (jap. センパイ，歯，磨いてきて下さい Senpai, ha migaite kite kudasai) - 006. Siemka! (jap. ちっす，センパイっ！ Chissu, senpai!) - 007. Jesteś cały w pianie! (jap. センパイ，泡，残ってますよー Senpai, awa, nokottemasuyō) - 008. Postaraj się... dla mnie (jap. センパイは，もうちょっと… Senpai wa, mō chotto…) - Bonus 1: Jesteś czyjąś walentynką? (jap. センパイにチョコをあげる人が…？ Senpai ni choko o ageru hito ga…?) - Bonus 2: Czyżbym podsunęła ci brudne myśli? ♡ (jap. センパイに汚されちゃう～♡ Senpai ni yogosa re chau ~♡) |                     |                        |                  |                        |
| 2 | 8 czerwca 2018      | ISBN 978-4-06-511675-3 | 10 lutego 2022   | ISBN 978-83-8001-868-6 |
| Lista rozdziałów - 009. Taki z ciebie naiwniaczek ♡ (jap. センパイ､ちょろ過ぎる～♡ Senpai, choro sugiru~♡) - 010. Akcja-reakcja! (jap. ほらセンパイ！ツッコミツッコミ！ Hora senpai! Tsukkomitsukkomi!) - 011. Tu jest wolne (jap. センパーイ、こっちこっち～ Senpāi, kocchi kocchi~) - 012. Zagrajmy w grę! (jap. センパーイ ゲームしましょう！ Senpāi gēmu shimashō!) - Rozdział specjalny 1: Dawaj, nabierzesz wprawy! (jap. 何事も実践からですよ､センパイ！ Nanigoto mo jissen karadesu yo, senpai!) - 013. Masz cykora? (jap. センパイびびってるぅー Senpai bibitteru ~u) - 014. Poznaję te bazgroły! (jap. いや､これセンパイの絵でしょ Iya, kore senpai no edesho) - Rozdział specjalny 2: Jestem gotowa (jap. センパイ､準備出来ましたよ Senpai, junbi dekimashita yo) - Rozdział specjalny 2: Papatki! (jap. じゃーねー､セ・ン・パ・イ♡ Jānē, se n pa i ♡) - Bonus 1: Mmm, niżej... (jap. センパイ､手､もうちょっと下げてー Senpai, te, mō chotto sagete ) - Bonus 2: Wrażliwiec z ciebie ♡ (jap. センパイって敏感そ～♡ Senpai tte binkan so ~♡) |                     |                        |                  |                        |
| 3 | 9 października 2018 | ISBN 978-4-06-512176-4 | 28 kwietnia 2022 | ISBN 978-83-8001-911-9 |
| Lista rozdziałów - 015. Ale ty masz wiotkie rączki! (jap. センパイ，腕ほっそ！！ Senpai, ude hosso!!) - 016. Te loczki... (jap. センパイのもこもこ Senpai no mokomoko) - 017. A może chcesz... (jap. ねぇ，センパイ Ne~e, senpai) - 018. Powtórzmy to kiedyś (jap. またやりましょうね，センパイっ Mata yarimashō ne, senpai) - 019. Nie bądź obleśny ♡ (jap. センパイ，キモ～♡ Senpai, kimo ~♡) - 020. Dzięki... (jap. あざっす，センパイ… Azassu, senpai…) - 021. Pyszota! (jap. センパイ，ゴチっス！！ Senpai, gochi ssu!!) - 022. Jedźmy nad morze! (jap. センパイ！海，行きましょー！！ Senpai! Umi, ikimasho!!) - 023. Posmaruję ci plecki ♡ (jap. セ塗ってあげますよ♡センパイ Nutte agemasu yo ♡ senpai) - Bonus 1: Jak ci się podoba... moja praca bioderkami? (jap. どっスかセンパイ！！この腰使い！！ Dossu ka senpai!! Kono koshi tsukai!!) - Bonus 2: Zaraz cię tu... zmotywujemy! ♡ (jap. センパイのやる気を…応援しちゃいますよ♡ Senpai no yaruki o… ōen shi chaimasu yo ♡) |                     |                        |                  |                        |
| 4 | 8 lutego 2019       | ISBN 978-4-06-514440-4 | 29 czerwca 2022  | ISBN 978-83-8001-955-3 |
| Lista rozdziałów - 024. Idziemy na festiwal? (jap. センパイ，お祭り行きませんか？ Senpai, omatsuri ikimasen ka?) - 025. Nie zaniżaj poziomu (jap. センパイ，足引っ張らないで下さいよー Senpai, ashi hipparanaide kudasai yo~) - 026. Jakbyśmy byli na randce ♡ (jap. デートみたいっすね，センパイ♡ Dēto mitaissu ne, senpai ♡) - Bonus 1: Jak najbardziej (jap. そっスね，センパイ Sossu ne, senpai) - 027. Chodźmy! (jap. 帰りましょう，センパイ Kaerimashō, senpai) - 028. Nie ruszaj się! (jap. パイセンじっとしてろよ！ Paisen jitto shi tero yo!) - 029. Zagrajmy w papier, kamień, nożyce! (jap. じゃんけんしましょう，センパイ！！ Jan ken shimashō, senpai!!) - 030. Wszystko widziałam... (jap. 見てましたよ，センパイ… Mitemashita yo, senpai…) - Bonus 2: Jakiś zesztywniały jesteś (jap. センパイって体，硬そーですよねぇ Senpai tte karada, kata sō desu yo nē) - Dodatek: Serio jesteś wstrętny ♡ (jap. センパイ，マジキモ～♡ Senpai, majikimo~♡) - Rozdział specjalny 1: No wstawaj! (jap. センパイスタンダップ！！ １ Senpaisutandappu!! 1) - Rozdział specjalny 2: No wstawaj! (jap. センパイスタンダップ！！ ２ Senpaisutandappu!! 2)                                                                                             |                     |                        |                  |                        |
| 5 | 7 czerwca 2019      | ISBN 978-4-06-515305-5 | 31 sierpnia 2022 | ISBN 978-83-8001-999-7 |
| Lista rozdziałów - 031. Brakuje ci ducha przygody! (jap. 冒険心ってものがセンパイに足りないとこなんですよ Bōkenshin tte mono ga senpai ni tarinai toko nandesu yo) - 032. Taki z niego utajony zboczeniec! (jap. センパイはムッツリだし！！ Senpai wa muttsuridashi!!) - 033. Przyniosłeś własne drugie śniadanie? (jap. センパイ，弁当なんですか？ Senpai, bentō nandesu ka?) - 034. Nigdy, przenigdy, za nic w świecie! (jap. キモキモセンパイがまともにデート出来るわけ無いっしょ！！ Kimokimosenpai ga matomo ni dēto dekiru wakenaissho‼) - Rozdział specjalny: Byłby z tego niezły ubaw ♡ (jap. 意外と楽しいかもしれないっスね，元センパイ♡ Igaito tanoshī kamo shire naissu ne, moto senpai ♡) - 035. Niczym uczniowie, którzy przerośli mistrza (jap. うちらがパイセンのセンパイになるって事だよなぁ？ Uchi-ra ga paisen no senpai ni naru tte kotoda yo nā?) - 036. Sam mnie zmusiłeś... (jap. センパイがさせたんだろ… Senpai ga sa seta ndaro…) - 037. Masz jakiś nieobecny wzrok (jap. センパイが遠い目してる Senpai ga tōi me shi teru) - 038. Przyjmujemy wyzwanie! (jap. やってやりますよ，センパイ！！ Yatte yarimasu yo, senpai!!) - Bonus: Rumienisz się aż po uszy (jap. センパイ，顔真っ赤っスよ～？ Senpai, kao makka ssu yo~?) |                     |                        |                  |                        |
| 6 | 8 listopada 2019    | ISBN 978-4-06-517518-7 | 16 grudnia 2022  | ISBN 978-83-8257-034-2 |
| Lista rozdziałów - 039. A sam co myślisz? (jap. センパイはどう思ってんスか？ Senpai wa dō omotten su ka?) - 040. Trzeba było tak od razu! (jap. 素直じゃ無いんだからー、センパイは~♡ Sunao ja nai ndakara, senpai wa~♡) - 041. Żyjesz, mistrzu? (jap. だっ大丈夫っスか センパイ～? Daddaijōbu ssu ka senpai~?) - 042. Zbyt lekko podchodzisz do tego pojedynku (jap. センパイは勝負を甘く見てますね? Senpai wa shōbu o amaku mitemasu ne?) - 043. Lecz ty się nie ugniesz! (jap. センパイは良い勝負出来ますよ!! Senpai wa yoi shōbu dekimasu yo!!) - 044. Z Torocat się nie zadziera! (jap. トロキャットなめてんじゃねぇ Torokyatto name tenja nē) - 045. Czyżby w końcu nadeszła wiosna dla naszego samotnego robaczka? (jap. 非モテはぐフナセンパイにもついに春が到来っスか～!? Hi mote hagu-funa senpai ni mo tsuini haru ga tōrai ssu ka~!?) - 046. Czy ona powiedziała „miłość”? (jap. 愛とか言われちゃってますよぉセンパーイ？ Ai toka iwa re chattemasu yo ~o senpāi?) - Bonus 1: Co powiesz na taką pozę (jap. セーンパイっ♡ こーんなポーズとかどっスか～？ Sēnpai♡ kon’na pōzu toka dossu ka~?) - Bonus 2: Nic ci nie jest? (jap. 大丈夫っスか、先輩!! Daijōbu ssu ka, senpai!!)                                                           |                     |                        |                  |                        |
| 7 | 9 marca 2020        | ISBN 978-4-06-518517-9 | 16 lutego 2023   | ISBN 978-83-8257-107-3 |
| Lista rozdziałów - 047. W końcu znamy się jak łyse konie (jap. センパイと私の仲なんスから～ Senpai to watashi no naka nansuka-ra~) - 048. Odegrałeś kluczową rolę! (jap. センパイが主役っス! Senpai ga shuyaku ssu!) - 049. Zapraszasz mnie?! (jap. センパイのお誘いっスか！？ Senpai no osasoi ssu ka!?) - 050. Naucz mnie, co i jak (jap. 手取り足取り教えて下さいね センパイ♡ Tedori ashidori oshiete kudasai ne senpai♡) - 051. Macie coś do mojego Mistrza? (jap. ウチのセンパイに何か…？ Uchi no senpai ni nanika...?) - 052. Toż to bardzo prawdopodobna wizja twojej przyszłości (jap. センパイの将来をリアルに予想した結果っスよ？ Senpai no shōrai o riaru ni yosō shita kekka ssu yo?) - 053. Wkładaj, szybko ♡ (jap. センパイっ早くはかせて下さいよ～♡ Senpai hayaku haka sete kudasai yo～♡) - Bonus: Bitwa na szkice (jap. スケッチ勝負っスよセンパイ Suketchi shōbu ssu yo senpai) |                     |                        |                  |                        |
| 8 | 9 lipca 2020        | ISBN 978-4-06-520103-9 | 17 kwietnia 2023 | ISBN 978-83-8257-154-7 |
| Lista rozdziałów - 054. Czytasz dziewczyńskie mangi? (jap. センパイ、少女マンガなんて読むんスね Senpai, shōjo manga nante yomu n su ne~) - 055. To ja... poliżę twojego! ♡ (jap. じゃあセンパイの...舐めちゃおっかな～♡ Jā senpai no... namecha okkana ~♡) - 056. Co się stało...? (jap. センパイ？どーしたんスか...？ Senpai? Do ̄ shita n su ka...?) - 057. Piękne słowa, godne naszego Miszcza! (jap. 言うじゃねーか パイセンの割によー！！ Iu ja ne ̄ ka paisen no wari ni yo ̄ ‼) - 058. Słyszałeś... co wcześniej mówiłam...? (jap. センパイ...さっきの...聞いてました...？ Senpai... sakki no... kiitemashita...?) - 059. Zapraszam do środka, koleżko ♡" (jap. 上がってってくれたまえよセンパイ君？ Agatte tte kure tamae yo senpai-kun?) - 060. Dziękuję, że mnie odwiedziłeś (jap. センパイその...あざっス...お見舞い Senpai sono... aza ssu... omimai) - 061. O czym... rozmawiałeś z moją siostrą...? (jap. センパイ...姉と何話してたんスか...？ Senpai... ane to nani hanashi teta n su ka...?) - 062. Chcesz poznać... moje imię! (jap. センパイ...知りたいんだ...私の名前！！ Senpai... shiritai nda... watashi no namae!!) - Bonus: Lubisz takie akcje, co? (jap. センパイ好きっスねーこーゆーの Senpai suki ssu ne ̄ ko ̄ yu ̄ no)       |                     |                        |                  |                        |
| 9 | 9 listopada 2020    | ISBN 978-4-06-521245-5 | 26 czerwca 2023  | ISBN 978-83-8257-196-7 |
| Lista rozdziałów - 063. Dzieńdoberek (jap. おはざーすセンパイ Ohaza~su senpai!) - 064. Oto i siedlisko Mistrza (jap. ここがセンパイの部屋っスかー Koko ga senpai no heya ssu ka) - 065. Popilnuj domu (jap. お留守番しててくださいねーセーンパイ♡ Orusuban shitete kudasai ne ̄ sēnpai ♡) - 066. Ty mały, niedorobiony Mistrzu! (jap. このっセンパイのくせにっ Kono senpai no kuse ni) - 067. Nie powiem ci (jap. センパイには教えてあげなーい♡ Senpai ni wa oshiete agena ̄ i ♡) - 068. Dzięks za jedzonko! (jap. いやーゴチっスセンパイ！ Iya ̄gochi ssu senpai!) - 069. Czekają cię samotne Święta ♡ (jap. センパイクリボッチじゃないっスか～♡ Senpai kuribotchi ja naissuka~♡) - 070. Mam coś dla ciebie... (jap. じゃー私からセンパイにも... Ja ̄ watashi kara senpai ni mo...) - Bonus 1: Ekipa singielek i szalony wypad na karaoke (jap. 男いない組 怒りの徹カラ Otoko inai gumi ikari no tetsukara) - Bonus 2: Gwiazdkowy prezent (jap. クリスマスプレゼント Kurisumasu purezento) - Bonus 3: Duch białej damy (jap. 白い女の霊 Shiroi onna no rei) |                     |                        |                  |                        |
| 10 | 9 marca 2021        | ISBN 978-4-06-522644-5 | 18 sierpnia 2023 | ISBN 978-83-8257-233-9 |
| Lista rozdziałów - 071. Zobaczmy, jaki los czeka cię w tym roku (jap. さあセンパイの今年の運勢は～？ Sa~a senpai no kotoshi no unsei wa ~?) - 072. To w końcu czego sobie zażyczyłeś? (jap. センパイは結局 何お願いしたんスか？ Senpai wa kekkyoku nani onegai shita n su ka?) - 073. Oho...! Będziesz nosił soczewki?! (jap. センパイ コンタクトするんすねー！！ Senpai kontakuto suru n su neー!!) - 074. Zjazd bardzo w twoim stylu, nie ma co... (jap. センパイの滑りってやっぱそんな感じなんスね Senpai no suberi tte yappa son'na kanjina n su ne) - 075. Całkiem dobrze ci poszło ♡ (jap. なかなかいー感じでしたよ センパイ♡ Nakanaka i ̄ kanjideshita yo senpai♡) - 076. Nie chcesz trochę przypakować? (jap. パイセンさ ちょーっと体鍛えてみねぇ？ Paisen-sa cho ̄ tto karada kitaete minē?) - 077. Nie masz tu żadnego interesu (jap. センパイこーゆーの絶対興味ないっしょ！！ Senpai ko ̄ yu ̄ no zettai kyōmina issho!!) - 078. Myślałeś, że już nie żyjesz, co?! (jap. センパイ めっちゃビビってた～！ Senpai metcha bibitteta ~!) - Bonus: Przewodnicząca ma małe sam na sam z Miszczem (jap. ぶちょ～さんがパイセン マンツーマンでしごいてるってさ～ Bucho~-san ga paisen mantsūman de shigoi teru tte sa~)                              |                     |                        |                  |                        |
| 11 | 6 sierpnia 2021     | ISBN 978-4-06-524023-6 | 7 listopada 2023 | ISBN 978-83-8257-296-4 |
| Lista rozdziałów - 079. Co tak stoisz? (jap. なんスか センパイ Senpai ga isshō demo dekitara... ne) - 080. Jeśli sam wygrasz choć jedną walkę... (jap. センパイが一勝でもできたら...ね Senpai to osoroi towa~) - 081. Jedziemy na tym samym wózku (jap. センパイとお揃いとは～ Sā! Dō nansuka! Senpai!) - 082. No? To jak będzie?! (jap. さあ！どうなんスか！センパイっ！ Hachiōji senpai ni wa taihen osewaninarimashita) - 083. Naprawdę wiele mu zawdzięczam (jap. 八王子先輩には大変お世話になりました Senpai wa deatte shimatta nodesu ne) - 084. Lecz potem spotkałeś ją (jap. 先輩は出会ってしまったのですね Senpai wa watashi ga inakute sabishiku naissuka...?) - 085. Nie tęsknisz za mną...? (jap. センパイは私がいなくて寂しくないっスか...？ Senpāi issho ni ikimashou yo ̄ ‼) - 086. Wybierzmy się razem! (jap. センパーイ一緒に行きましょうよー‼♡ Massāji shite kudasai yo senpai♡) - Bonus: Zrób mi masaż (jap. マッサージして下さいよ センパイ♡ Massāji shite kudasai yo senpai♡) |                     |                        |                  |                        |
| 12 | 9 grudnia 2021      | ISBN 978-4-06-526278-8 | 9 lutego 2024    | ISBN 978-83-8257-340-4 |
| Lista rozdziałów - 087. Siemka (jap. チース センパイっ Chīsu senpai!) - 088. Dzisiaj tylko trenujemy przed prawdziwą randką! (jap. センパイのデートの練習っスからね!? Senpai no Dēto no renshū ssukara ne!?) - 089. Czas na ogłoszenie wyników! (jap. 今日のセンパイの点数発表ですっ!! Kyō no senpai no tensū happyō desu!!) - 090. Zróbmy coś bardziej nastrojowego (jap. じゃあ...本番にふさわしいことしちゃいます？ Jā... honban ni fusawashī koto shi chaimasu?) - 091. Pragniesz zasmakować mojej kuchni? (jap. どっスかセンパイ？食べたいっスか～？, Dossu ka senpai? Tabeta issu ka ~?) - 092. Chcę, żeby mu szczęka opadła... (jap. やっぱりセンパイびっくりさせたいし... Yappari senpai bikkuri sa setaishi...) - 093. Jesteś w dobrym nastroju (jap. 先輩...浮かれていますね？ Senpai... ukarete imasu ne?) - 094. Ten tutaj to... (jap. あ センパイ こいつは... A senpai koitsu wa...) - Bonus 1: Ups! To wulkan...! (jap. あっ!! ボルケーノ...!! A!! Borukēno...!!) - Bonus 2: Cukierek oraz psikus ♡ (jap. トリック&トリートっス♡ Torikku & torītossu ♡) |                     |                        |                  |                        |
| 13 | 8 kwietnia 2022     | ISBN 978-4-06-527519-1 | 31 maja 2024     | ISBN 978-83-8257-437-1 |
| Lista rozdziałów - 095. Nagatoro... nie daj się...! (jap. 長瀞...頑張れよ...!! Nagatoro... ganbareyo...!!) - 096. Macie coś do mojego Mistrza? (jap. 私のセンパイに何か...？ Watashi no senpai ni nanika...?) - 097. Od razu słychać, że coś knujesz ♡ (jap. センパイがキョドってるの丸わかりっス♡ Senpai ga kyodo tteru no maru wakari ssu♡) - 098. Co o tym myślisz? (jap. 先輩はどうなの？ Senpai wa dōna no?) - 099. Czy już wystarczająco nacieszyłeś oczy widokami na pupę i cycki? (jap. センパイ...お尻とおっぱい堪能できて満足っスか...？ Senpai... o shiri to oppai tan’nō dekite manzoku ssu ka...?) - 100. Gdybyśmy byli w tej samej klasie... (jap. もしセンパイと学年が一緒だったら Moshi senpai to gakunen ga isshodattara) - 101. Kretyn z ciebie! (jap. センパイのバカ!! Senpai no baka!!) - 102. Tak ci zależy?! (jap. センパイがどーしてもって言うなら～ Senpai ga dōshitemo tte iunara~) - 99,5: Teraz moja kolej (jap. じゃあ次は私の番っスね Jā tsugi wa watashi no ban ssu ne) |                     |                        |                  |                        |
| 14 | 9 sierpnia 2022     | ISBN 978-4-06-528772-9 | 30 sierpnia 2024 | ISBN 978-83-8257-510-1 |
| Lista rozdziałów - 103. Co tak bujasz w obłokach? (jap. 何ボーっとしてんスか！センパイっ！ Nan bō tto shite n su ka! Senpai!) - 104. Jak to w końcu z wami jest?! (jap. どうなんだよ!? パイセンとはよー Dōna nda yo!? Paisen to wa yo) - 105. Dziś mam cię na wyłączność! (jap. 付き合ってもらいますよーセンパイ！ Tsukiatte moraimasu yo senpai!) - 106. Zwarty i gotowy?! (jap. さあセンパイ！準備はいっスか！？ Sā senpai! Junbi wa issu ka!?) - 107. Bo ja... ja...! (jap. 俺は 俺は...!! Ore wa ore wa...!!) - 108. Mistrzu! Tutaaaj! (jap. センパイ!!センパイっ!! Senpai!! Senpai!) - 109. Co tak sterczysz?! (jap. 何グズグズしてんスか センパイッ!! Nani guzuguzu shite n su ka senpai!!) - Bonus: Zróbmy konkurs na wielkość biustu! (jap. おっぱいの大きさ勝負～!! Oppai no ōkisa shōbu~!!) |                     |                        |                  |                        |
| 15 | 6 stycznia 2023     | ISBN 978-4-06-530336-8 | 8 listopada 2024 | ISBN 978-83-8257-565-1 |
| Lista rozdziałów - 110. A jak jest z tobą i Nagatoro? (jap. 先輩と長瀞先輩はどうなんですか...？ Senpai to Nagatoro senpai wa dōna ndesu ka...?) - 111. Pomoż Mistrzowi! (jap. センパイの相談に乗ってあげて...下さい!! Senpai no sōdan ni notte agete... kudasai!!) - 112. Którą z nas wolisz narysować? (jap. センパイはどっち描きたいんスか？ Senpai wa dotchi kakitai n su ka?) - 113. Nie mogę się doczekać (cz. 1) (jap. よろしくお願いしますね センパイ♡ Yoroshiku onegaishimasu ne senpai ♡) - 114. Nie mogę się doczekać (cz. 2) (jap. よろしくお願いします センパイ♡ Yoroshiku onegaishimasu senpai ♡) - 115. Tak bardzo chcesz buziaka? ♡ (jap. 私にチューして欲しいんスよね センパイは♡ Watashi ni chū shite hoshī n su yo ne senpai wa♡) - 116. Zabójczy chwyt! Pogromczyni mistrzów! (jap. 必殺!!センパイ殺し～!! Hissatsu!! Senpai goroshi ~!!) - Bonus: Może... zdejmiesz trochę ubrań? (jap. 少し... 脱いでよてくれないか...? Sukoshi... Nuide yote kurenai ka...?) |                     |                        |                  |                        |
| 16 | 9 maja 2023         | ISBN 978-4-06-531656-6 | 13 stycznia 2025 | ISBN 978-83-8257-630-6 |
| Lista rozdziałów - 117. Ty też jedziesz na obóz treningowy? (jap. センパイのとこも強化合宿っスか Senpai no toko mo kyōka gasshuku ssu ka)) - 118. Mistrzuś?! I królice... (jap. センパイ!?とウサギ共... Senpai! ? To usagi-domo...) - 119. Prawda, kolego Mistrzu? (jap. だよね～センパイ君？ Da yo ne ~ senpai-kun?) - 120. Szkoda, że nie ma z nami Hayasi (jap. ハヤっちとも一緒に入りたかった~ Hayatchito mo issho ni hairitakatta~) - 121. Bo zaraz się rozbeczysz od tego błagania ♡ (jap. センパイが泣いて頼むからっ♡ Senpai ga naite tanomu kara♡) - 122. Łobuziak z ciebie (jap. センパイのくせに...生意気っスよ... Senpai no kuse ni... namaiki ssu yo...) - 123. Hej, Mistrzu... (jap. ......ね センパイ... ...... Ne senpai...) - 124. Przyjmuję twoje wyzwanie! (jap. センパイ この勝負受けて立ちますよ!! Senpai kono shōbu ukete tachimasu yo!!) - Bonus: Uwalniam swój umysł i ciało! (jap. 心と身体を解き放て Kokoro to karada o tokihanate) |                     |                        |                  |                        |
| 17 | 8 września 2023     | ISBN 978-4-06-532882-8 | 21 marca 2025    | ISBN 978-83-8257-672-6 |
| Lista rozdziałów - 125. Znowu wziąłeś mnie z zaskoczenia! (jap. やっぱセンパイは意表をついてきますね Yappa senpai wa ihyō o tsuite kimasu ne) - 126. Czas popłynąć rwącymi nurtami! (jap. センパイ今こそ激流を下る時っスよ！ Senpai ima koso gekiryū o kudaru toki ssu yo!) - 127. Dziś było... naprawdę wyjątkowo (jap. センパイ…今日は…特別っスよ Senpai... kyō wa... tokubetsu ssu yo) - 128. Dzięki za odprowadzenie mojego Mistrzusia! (jap. お世話になってます ウチのセンパイが…!! Osewa ni nattemasu uchi no senpai ga…!!) - 129. Mistrz też daje z siebie wszystko... (jap. センパイだって頑張ってんだし Senpai datte ganbatte ndashi) - 130. Chciałam zobaczyć inne oblicze Mistrza (jap. センパイがこっちでどんな感じか… Senpai ga kotchi de don’na kanji ka…) - 131. Mistrzu! Poczekaj! (jap. センパイ待ってー!! Senpai matte!!) - Bonus: W tym momencie najbardziej brakuje mi... śmiałości! (jap. 今の私に足りないのは... 意い切りだ!! Ima no watashi ni tarinai no wa... I i-kirida!!) |                     |                        |                  |                        |
| 18 | 7 grudnia 2023      | ISBN 978-4-06-533935-0 | 30 maja 2025     | ISBN 978-83-8257-726-6 |
| Lista rozdziałów - 132. Pamiętasz naszą ostatnią rozmowę...? (jap. ねぇ センパイ…こないだの話なんスけど… Nee senpai... konaida no hanashi nansu kedo...) - 133. Rozumiem, co chcesz powiedzieć... (jap. わかったっスよ センパイの言いたいこと… Wakattassu yo senpai no iitai koto...) - 134. I... jak ci poszło?! (jap. センパーイ！ ど どうでした!? Senpāi! Do dōdeshita!?) - 135. Dumnie wypnij pierś, Hachioji! (jap. 胸を張れ 八王子!! Mune o hare Hachiōji!!) - 136. Dajesz, Gamooo! (jap. ガモちゃん いけーっ!! Gamo-chan ikē!!) - 137. Liczę na ciebie! (jap. 後は頼んだぜ パイセン Ato wa tanonda ze paisen) - 138. To bardzo w twoim stylu (jap. まぁセンパイっぽいスけど Ma~a senpai ppoi sukedo) - Bonus: Dziękuję, Naga Masko! (jap. ありがとうマッパ仮面!!? Arigatō mappa kamen!!) |                     |                        |                  |                        |
| 19 | 9 kwietnia 2024     | ISBN 978-4-06-535162-8 | 18 lipca 2025    | ISBN 978-83-8257-774-7 |
| Lista rozdziałów - 139. Przeniosłam stes na ciebie! (jap. センパイの中に放出したんス！ Senpai no naka ni hōshutsu shita n su!) - 140. Kiedy poznałam Mistrza (jap. 私はセンパイと出会った Watashi wa senpai to deatta) - 141. Walczę dla siebie i dla Mistrza! (jap. 私とセンパイのために戦う!! Watashi to senpai no tame ni tatakau!!) - 142. Przystopuj na chwilę... (jap. センパイっ!! ちょ…ちょ…ちょ… Senpai!! Cho... cho... cho...) - 143. Śmiało, powiedz coś... (jap. ほら何か言って下さいよ センパイ Hora nani ka itte kudasai yo senpai) - 144. Nawet jak na ciebie (jap. センパイの…センパイのくせに… Senpai no... senpai no kuse ni...) - 145. Skoro jesteśmy parą... (jap. でもセンパイ 恋人同士って… Demo senpai koibito dōshi tte...) - Bonus: Mam wracać na golasa...? (jap. 全裸で…下校…? Zenra de... gekō...?) |                     |                        |                  |                        |
| 20 | 7 sierpnia 2024     | ISBN 978-4-06-536570-0 | —                |                        |
| Lista rozdziałów - 146. Senpai no dekata-machi... to iu ka... (jap. センパイの出方待ち…というか…) - 147. Senpai! Bukatsu owattara jikan arimasu ka!? (jap. センパイ！ 部活終わったら時間ありますか!?) - 148. Watashi to senpai wa... tanin...? (jap. 私とセンパイは…他人…？) - 149. Senpai chotto koe uwazuttemasen ka...? (jap. センパイちょっと声上ずってませんか…？) - 150. Itsumodōri senpai kimo kimo de sā (jap. いつも通りセンパイキモキモでさー) - 151. Senpai!! Ganbare!! Senpai!! (jap. センパイッ!! 頑張れっ!! センパイッ!!) - 152. Watashi no senpai... (jap. 私のセンパイッ…) - 153. Senpai no yume wa nandesu ka? (jap. センパイの夢はなんですか？) - 154. Senpai!! Nagatoro!! (jap. センパイっ!! 長瀞っ!!) |                     |                        |                  |                        |